# The Craving (film 1918)
The Craving è un film drammatico muto statunitense del 1918 scritto e diretto da John e Francis Ford. Una copia in 35mm del film, con didascalie olandesi, sopravvive nell'archivio cinematografico EYE Film Instituut Nederland.

## Trama
Carroll Wayles (Francis Ford) è un chimico che ha scoperto la formula per un potente esplosivo. Questo è un segreto che All Kasarib (Peter Gerald) desidera scoprire.
Usa la sua pupilla, Beulah Gray (Mae Gaston), che è sotto il suo potere ipnotico, per tentare Wayles con l'alcool, sapendo che in precedenza ne era stato dipendente, ma che aveva superato il problema. Wayles ritorna al suo precedente stile di vita e Kasarib riesce ad avere un ascendente su di lui e a scoprire il segreto. Lo spirito di Wayles viene portato in un viaggio immaginario sui campi di battaglia e attraverso scene di lussuria gli vengono mostrate le trappole che attendono gli schiavi della carne.
Wayles si risveglia come un uomo cambiato. Si reca al laboratorio di Kasarib, dove ha una colluttazione con lui, durante la quale un'esplosione uccide Kasarib. Wayles e la donna sono quindi liberi di sposarsi.